# Lou Thesz
Aloysius Martin Thesz (ur. 24 kwietnia 1916 w Banat, Michigan, zm. 28 kwietnia 2002 w Orlando) – amerykański wrestler pochodzenia austro-węgierskiego lepiej znany pod swoim pseudonimem ringowym jako Lou Thesz. Wielokrotny mistrz świata różnych organizacji i trzykrotny zdobywca NWA World Heavyweight Championship – tytuł ten utrzymywał w sumie przez 10 lat, 3 miesiące i 9 dni (3749 dni), dłużej niż ktokolwiek inny w historii. Jest uważany za jednego z największych zapaśników wszech czasów. Pośród wielu osiągnięć w sporcie, jest między innymi uznawany za wynalazcę szeregu profesjonalnych ruchów i chwytów wrestlingu, takich jak niemiecki suples, STF i Thesz Press. Był jedną z największych legend w historii wrestlingu. Jest nazwany pionierem, który nie tylko opracował wiele nowych akcji, ale także dzięki któremu ewoluował cały wrestling.

## Życiorys
Urodził się jako Lajos Tiza we wsi Banat w stanie Michigan, w rodzinie rzymskokatolickiej jako syn imigrantów, którzy pochodzili z Austro-Węgier. Kiedy w dzieciństwie wraz z rodziną przeniósł się do Saint Louis w stanie Missouri, rodzice zmienili mu nazwisko na Aloysius Martin Thesz. Jego ojciec był robotnikiem, dbał o przyszłość syna i zapewnił mu lekcje zapasów w stylu grecko-rzymskim. Zaprocentowało to w późniejszej karierze wrestlera. W szkole średniej dołączył do klubu zapasów, gdzie odnosił wiele sukcesów.

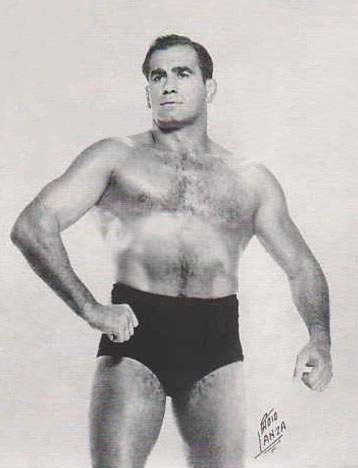
Zdjęcie Lou Thesz z lat 50. XX wieku

Jako nastolatek trenował z Adem Santelem, legendą amatorskich zapasów, judo i wolnoamerykanki. W 1932, w wieku 16 lat zadebiutował na ringu profesjonalnych zapasów w Saint Louis w stanie Missouri, gdzie trafił na Eda „Stranglera” Lewisa, żywą legendę wrestlingu i mistrza świata lat 20., który został jego trenerem i przekazał mu potrzebną wiedzę. Nawiązała się między nimi wielka przyjaźń.
29 grudnia 1937, mając 21 lat, był już jedną z największych gwiazd terytorium Saint Louis, pokonując Everetta Marshalla i zdobył swój pierwszy tytuł mistrza świata – American Wrestling Association World Heavyweight Championship. Został najmłodszym mistrzem świata i do dziś nikt nie przebił jego osiągnięcia.
Thesz był szefem koncernu promocyjnego. Został najważniejszym wrestlerem w Stanach Zjednoczonych i jednym z liderów National Wrestling Alliance. Jego Title Run trwał 2300 dni. W 1955 doszło do kontrowersji, kiedy Leo Nomellini pokonał Thesza przez wyliczenie i został uznany za nowego mistrza. Komisja z Kalifornii nie zgodziła się jednak z tym werdyktem. W związku z tym obydwaj zawodnicy byli uznawani za mistrzów. W finale Thesz pokonał w walce rewanżowej Nomelliniego i został jedynym mistrzem. Rok później definitywnie tytuł odebrał mu Whipper Billy Watson. Thesz szybko odzyskał pas i rozpoczął rywalizację z Édouardo Carpentierem. Tego samego roku Thesz jako pierwszy amerykański mistrz wyruszył do Japonii, gdzie stoczył walki z Rikidōzanem. W 1963 powrócił z emerytury i pokonał Buddy’ego Rogersa w walce o NWA World Heavyweight Championship i szósty raz w karierze został mistrzem świata. Wydarzenie to doprowadziło do powstania Capitol Wrestling Corporation (późniejsze World Wrestling Entertainment) jako oddzielnej federacji. Przez następne lata Lou Thesz pojawiał się w ringu tylko okazyjnie, ale mimo to zapisał się w historii wrestlingu jako ikona.
Po wycofaniu się z ringu w 1990 pozostał w biznesie związanym z wrestlingiem. Kilka razy pełnił rolę sędziego specjalnego. W 1981 był arbitrem pojedynku między Dustym Rhodesem a Rikiem Flairem. W swojej karierze wprowadził wiele nowych akcji wrestlingowych, które są używane do dzisiaj, na przykład niemiecki suples, STF i Thesz Press.

## Życie prywatne
Był trzy razy żonaty: z Evelyn Katherine Ernst (od 22 marca 1937 do 1944); Freddą Huddleston Winter (do 1975), z którą miał trzech synów: Jeffa, Roberta i Patricka; i Charlie Catherine (od 1975), z którą pozostał w związku do końca życia. Przez kilka lat hodował i tresował psy, a w 1944 mimo problemów ze zdrowiem został wcielony do armii. Nie brał udziału w bezpośrednich walkach na froncie i został zwolniony w 1946.
Przez większość swojego późniejszego życia mieszkał w Virginia Beach w Wirginii. Napisał autobiografię zatytułowaną Hooker. Przeszedł potrójną operację wymiany zastawki aortalno-wieńcowej w dniu 9 kwietnia 2002 roku. Zmarł z powodu komplikacji kilka tygodni później, 22 kwietnia 2002 w Orlando w stanie Floryda.

## Mistrzostwa i osiągnięcia

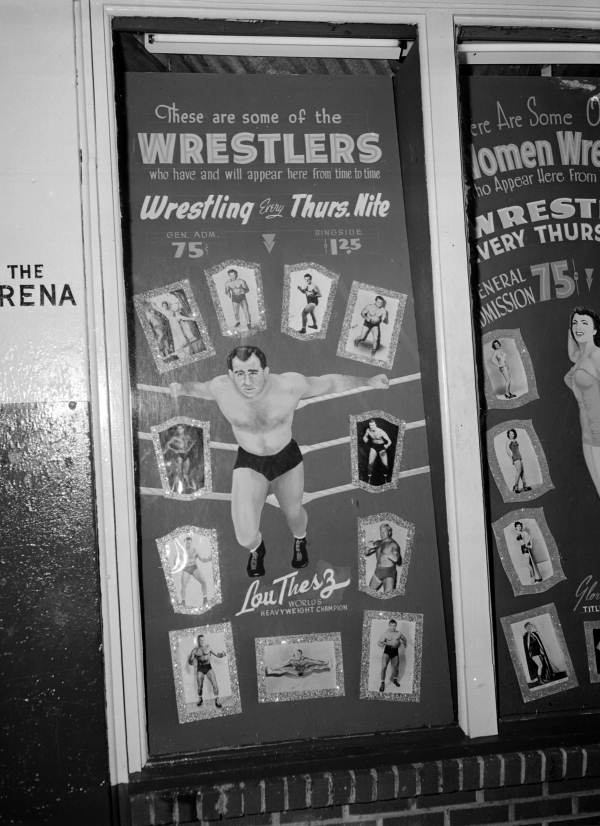
Plakat promujący galę wrestlingu z udziałem Lou Thesza w roli gwiazdy wieczoru

- American Wrestling Association (Boston)
  - AWA World Heavyweight Championship (1 raz)[8]
- American Wrestling Alliance (Indiana/Ohio/Colorado)
  - AWA World Heavyweight Championship (1 raz)[8]
- International Wrestling Enterprise
  - TWWA World Heavyweight Championship (1 raz)[8]
- Japan Wrestling Association
  - NWA International Heavyweight Championship (1 raz)
- Midwest Wrestling Association (Ohio)
  - MWA World Heavyweight Championship (1 raz)
- Montreal Athletic Commission
  - MAC World Heavyweight Championship (4 razy)
- National Wrestling Alliance
  - NWA World Heavyweight Championship (3 razy)[8]
  - NWA Hall of Fame (klasa 2005)
- NWA All-Star Wrestling
  - NWA Pacific Coast Tag Team Championship (1 raz) – z Dory Funk The Outlaw
- NWA Mid-America
  - NWA Southern Junior Heavyweight Championship (2 razy)
  - NWA Southern Tag Team Championship (1 raz) – z Jackie Fargo
- National Wrestling Association
  - NWA World Heavyweight Championship (3 razy)[8]
- Professional Wrestling Hall of Fame and Museum
  - Wprowadzony w 2002
- Southwest Sports, Inc.
  - Texas Heavyweight Championship (3 razy)
- Stampede Wrestling
  - Stampede Wrestling Hall of Fame
- St. Louis Wrestling Club
  - NWA World Heavyweight Championship (1 raz)
- Universal Wrestling Association
  - UWA World Heavyweight Championship (1 raz)
- World Championship Wrestling
  - WCW Hall of Fame (Wprowadzony w 1993 roku)
- Worldwide Wrestling Associates
  - WWA International Television Tag Team Championship (1 raz) – z Sailor Art Thomasem
  - WWA World Heavyweight Championship (1 raz)
- World Wrestling Federation/WWE
  - zwycięzca Legends Battle Royal (1987)
  - WWE Hall of Fame (Wprowadzony w 2016 roku)
- Inne tytuły
  - World Heavyweight Wrestling Championship (2 razy)
  - World Heavyweight Championship (Los Angeles) (2 razy)
- Cauliflower Alley Club
  - Iron Mike Mazurki Award (1998)[8]
- George Tragos/Lou Thesz Professional Wrestling Hall of Fame[8]
  - Wprowadzony w 1999 roku
- Missouri Sports Hall of Fame
  - Wprowadzony w 2002 roku
- Pro Wrestling Illustrated
  - Stanley Weston Award (1982)
- St. Louis Wrestling Hall of Fame
  - Wprowadzony w 2007 roku
- Wrestling Observer Newsletter
  - Wrestling Observer Newsletter Hall of Fame (wprowadzony w 1996 roku)